# Katajasaari (ö i Kajanaland, Kajana)
Katajasaari är en ö i Finland. Den ligger i sjön Iso-Kiimanen och i kommunen Sotkamo i den ekonomiska regionen  Kajana ekonomiska region  och landskapet Kajanaland, i den centrala delen av landet, 500 km norr om huvudstaden Helsingfors. Öns area är 25,5 hektar och dess största längd är 1,1 kilometer i sydöst-nordvästlig riktning.